# 馮峻
冯峻，字仰嵩，陕西咸阳人。清朝政治人物。

## 生平
道光二十七年（1847年）丁未科进士。咸丰元年（1851年）任云南文山县知县。任内讲学爱民，士习民风为之大变。太平军事起，冯峻训练民团，风雨不移。因捐资助饷，朝廷赏加知州衔。